# (293) Brasilia
(293) Brasilia – planetoida z grupy pasa głównego asteroid.

## Odkrycie
Została odkryta 20 maja 1890] roku w Observatoire de Nice w Nicei przez Auguste Charloisa. Nazwa planetoidy pochodzi od łacińskiej nazwy Brazylii, kraju w Ameryce Południowej.

## Orbita
(293) Brasilia okrążająca Słońce w ciągu 4 lat i 309 dni w średniej odległości 2,86 j.a. Od nazwy tej planetoidy pochodzi nazwa całej rodziny planetoidy Brasilia.